# نادي أمل ماسة
الجمعية الرياضية أمل ماسة نادي رياضي  مغربي من  مدينة ماسة يمارس  في دوري الدرجة الرابعة المغربي  ـ  شطر سوس.